# Markus Steinhöfer
Markus Steinhöfer (Weißenburg in Bayern, 7 marzo 1986) è un ex calciatore tedesco, centrocampista.

## Palmarès

### Club

#### Competizioni nazionali
- Campionato austriaco: 1

Salisburgo: 2006-2007
- Campionato tedesco di seconda divisione: 1

Kaiserslautern: 2009-2010
- Campionato svizzero: 3

Basilea: 2010-2011, 2011-2012, 2012-2013
- Coppa Svizzera: 1

Basilea: 2011-2012